# Armada Reial Australiana
L'Armada Reial Australiana (en anglès: Royal Australian Navy, abreujada RAN) és la branca naval de les Forces Armades d'Austràlia. S'encarrega de la defensa naval de les aigües territorials australianes, i dona suport a les altres branques de les Forces Armades Australianes que són les encarregades de la defensa del territori nacional australià.

## Història

### Fundació
Després de la creació de la Federació d'Austràlia el dia 1 de gener de l'any 1901, les naus i els recursos de les armades colonials independents es van integrar en una força nacional. La Força Naval Australiana es va establir l'1 de març de 1901. El 10 de juliol de 1911, el rei Jordi V del Regne Unit va concedir a la flota el títol de Royal Australian Navy. Originalment fou concebuda per a la defensa local, tanmateix la Marina va anar adquirint cada vegada més responsabilitat en la defensa de la nació.

### Primera Guerra Mundial
Durant la Primera Guerra Mundial, la RAN va estar encarregada inicialment de conquerir moltes de les colònies alemanyes del Pacífic Sud i de protegir els vaixells d'Austràlia dels atacs de l'Esquadra Alemanya de l'Est d'Àsia. En perllongar-se la guerra, la majoria dels vaixells més importants de la RAN van operar com a part de les forces de la Royal Navy en el Mediterrani i el Mar del Nord. Després de la Primera Guerra Mundial, la RAN es va anar modernitzant i ampliant.

### Segona Guerra Mundial

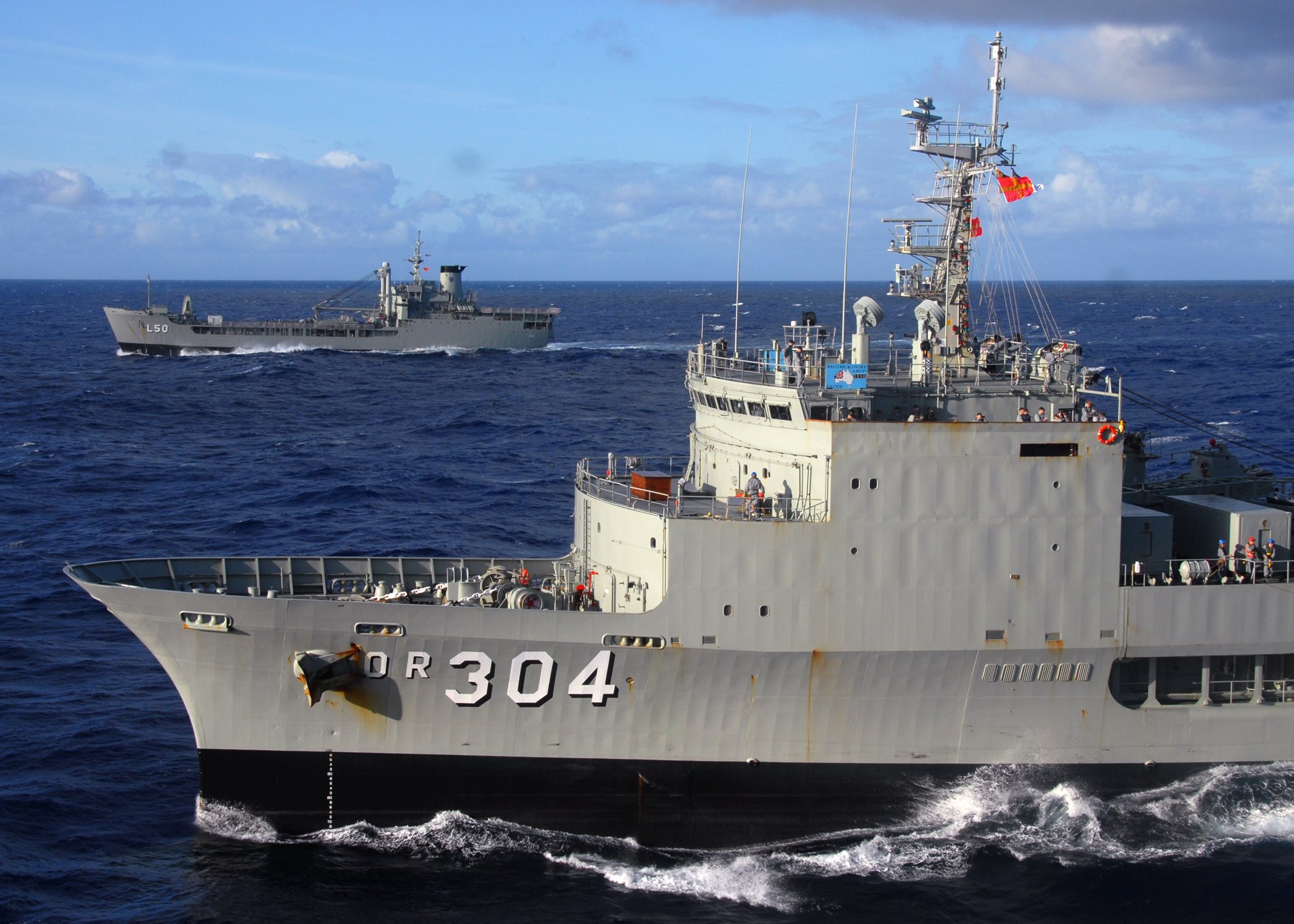
Dos vaixells de l'Armada Australiana, el HMAS Success en primer pla i el HMAS Tobruk l'any 2008.

La Royal Navy britànica va donar suport a l'Armada Reial Australiana en el teatre bèl·lic de l'oceà Pacífic durant la Segona Guerra Mundial, la ràpida expansió de la guerra va motivar l'adquisició de grans vaixells de superfície i la construcció de molts vaixells de guerra i llanxes patrulleres. Durant Segona Guerra Mundial, els vaixells australians van donar suport a la Royal Navy, servint molts d'ells en el Mediterràni, la Mar Roja, davant de les costes de Dakar, el Golf Pèrsic i l'oceà Índic. Després de l'esclat de la Guerra del Pacífic i la destrucció de la Royal Navy britànica al sud-est asiàtic, la Royal Australian Navy va seguir lluitant contra l'Armada Imperial Japonesa, juntament amb les forces dels Estats Units. Cap al final de la guerra, la RAN es va convertir en la cinquena força naval del món.

### Guerra Freda
Després de la Segona Guerra Mundial, la Royal Australian Navy va fer servir portaavions. La RAN va participar en molts conflictes de la Guerra Freda a la regió d'Àsia-Pacífic i va operar al costat de la Royal Navy i l'Armada dels Estats Units a Corea, Malàisia i Vietnam. Des del final de la Guerra Freda, la RAN ha format part de forces de la coalició en el Golf Pèrsic i l'Oceà Índic i s'ha convertit en un element crític en les operacions d'Austràlia a Timor Oriental i a les Illes Salomó.

### Segle XXI
Avui dia, la RAN és una de les forces navals més grans i sofisticades a la regió del Pacífic, amb una presència significativa en l'oceà Índic, efectuant operacions a tot el món en suport de les campanyes militars i les missions de manteniment de la pau. L'actual comandant en cap de l'armada és el vicealmirall Tim Barrett.

## Estructura de comandament
El quarter general de la Royal Australian Navy és a la capital del país, Canberra. El cap de l'Armada té el grau de Vicealmirall. L'Estat Major Naval és el responsable d'implementar les decisions polítiques dictades des del Departament de Defensa, i de dur a terme la supervisió de qüestions tàctiques i operatives, que són competència dels comandaments subordinats.
Des de l'any 2009, la flota de la RAN consisteix en 51 vaixells, que inclouen fragates, submarins, llanxes patrulleres i vaixells auxiliars. La RAN té la tasca de defensar les aigües d'Austràlia i dur a terme els desplegaments navals a l'exterior. Els actuals desplegaments de la RAN inclouen: les contribucions per a la força multinacional a l'Iraq, el suport a la missió de l'ONU a Timor Oriental, i una missió d'assistència regional conjunta amb la marina de Nova Zelanda a les Illes Salomó. La RAN disposa de diverses bases per a la seva flota.
La RAN posseeix una flota aèria per fer tasques aeronàutiques. Les fragates de la Royal Australian Navy porten a bord helicòpters Sikorsky Seahawk.

## Flota
| Imatge                                            | Classe            | Tipus                            | Unitats | Any  | Informació |
| ------------------------------------------------- | ----------------- | -------------------------------- | ------- | ---- | --- |
| HMAS Canberra (LHD 02).                           | Classe Canberra   | Vaixell d'assalt amfibi          | 1       | 2014 | Vaixell d'assalt amfibi construït el 80% a les drassanes de l'empresa Navantia, i el 20% a l'empresa BAE Systems Austràlia. Una segona unitat en construcció.                                                |
| HMAS Toowoomba, setè vaixell de la Classe Anzac   | Classe Anzac      | Fragata                          | 8       | 1996 | Fragata de defensa antisubmarina i antiaèria segons el disseny alemany MEKO amb un helicòpter Sikorsky Seahawk. Dues més van ser construïdes per a l'Armada Reial de Nova Zelanda.                           |
| HMAS Sydney, tercer vaixell de la Classe Adelaide | Classe Adelaide   | Fragata                          | 4       | 1985 | Fragata de defensa antisubmarina i antiaèria amb dos helicòpters Sikorsky Seahawk, està basada en el disseny de la classe Oliver Hazard Perry. Dos vaixells van ser donats de baixa en els anys 2005 i 2008. |
| HMAS Armidale                                     | Classe Armidale   | Patruller                        | 14      | 2005 | Defensa de costa, fronteres marítimes i protecció de la pesca. |
| HMAS Huon                                         | Classe Huon       | Dragamines                       | 6       | 1997 | Guerra contra les mines. |
| HMAS Sheean, cinquè submarí de la classe Collins  | Classe Collins    | Submarí                          | 6       | 2000 | Anti-vaixell, recol·lecció d'informació, Diésel-elèctric. |
| HMAS Manoora, segon vaixell de la classe Kanimbla | Classe Kanimbla   | Transport amfibi                 | 2       | 1994 | Transport de tropes, helicòpters Westland Sea King i Sikorsky Black Hawk. Modificació de la Classe Newport                                                                                                   |
| HMAS Balikpapan                                   | Classe Balikpapan | Vaixell de desembarcament amfibi | 6       | 1971 | Transport de desembarcament lleuger. Dos més van ser transferits a les Forces de defensa de Papua Nova Guinea l'any 1975.                                                                                    |
| HMAS Leeuwin                                      | Classe Leeuwin    | Vaixell de vigilància            | 2       | 2000 | Vaixell hidrogràfic. |
| HMAS Benalla, quart vaixell de la classe Paluma   | Classe Paluma     | Vaixell de vigilància            | 4       | 1989 | Vaixell hidrogràfic. |
| HMAS Tobruk                                       | HMAS Tobruk       | Vaixell de desembarcament amfibi | –       | 1989 | Barcassa de desembarcament i transport. Modificació de la Classe Round Table. |
| HMAS Success                                      | HMAS Success      | Vaixell de subministrament.      | –       | 1986 | Vaixell de subministrament. Classe Durance modificat. |
| HMAS Sirius                                       | HMAS Sirius       | Petrolier de flota               | –       | 2006 | Petrolier de flota |